# Hrabstwo Clark (Waszyngton)
Hrabstwo Clark (ang. Clark County) – hrabstwo w stanie Waszyngton w Stanach Zjednoczonych. Hrabstwo zajmuje powierzchnię 656.22 mil² (1699,6 km²). Według szacunków United States Census Bureau w roku 2009 miało 432 002 mieszkańców. Siedzibą hrabstwa jest Vancouver.
Hrabstwo Clark było pierwszym hrabstwem stanu Waszyngton, a jego nazwa pochodzi od amerykańskiego podróżnika i odkrywcy Williama Clarka. Zostało utworzone przez prowincjonalny rząd Oregonu 20 sierpnia 1845 r., a jego obszar obejmował całą obecną powierzchnię stanu Waszyngton.

## Miasta
- Battle Ground
- Camas
- La Center
- Ridgefield
- Ridgefield
- Vancouver
- Washougal
- Yacolt

## CDP
- Amboy
- Barberton
- Brush Prairie
- Cherry Grove
- Dollars Corner
- Duluth
- Felida
- Fern Prairie
- Five Corners
- Hazel Dell
- Hockinson
- Lake Shore
- Lewisville
- Meadow Glade
- Minnehaha
- Mount Vista
- Orchards
- Salmon Creek
- Venersborg
- Walnut Grove